# Кантони, Симоне
Симоне Кантони (итал. Simone Cantoni; 2 сентября 1739, Мендризио, Тичино — 3 марта 1818, Горгондзола, Ломбардия) — итало-швейцарский архитектор неоклассического периода, родом из Тичино, италоязычного кантона Швейцарии, работавший в основном в Северной Италии.

## Биография
Симоне происходил из Тессинского кантона Швейцарии (муниципалитета Канеджио, в долине Муджо недалеко от Мендризио), давшего миру много талантливых и умелых строителей и архитекторов. Он был сыном Анны Марии Джанацци, также из Муджо, и мастера-строителя Пьетро Лоренцо Кантони, который служил военным архитектором Генуэзской республики, проектировал различные укрепления. В Генуе родился его младший брат Гаэтано Кантони, также архитектор и профессор Академии изящных искусств Лигурии. Именно в Генуе отец дал Симоне первые уроки, заставив его практиковаться в рисовании и строительстве, настолько, что он впоследствии стал успешным мастером-строителем.
В Генуе Симоне Кантони имел возможность познакомиться с архитектурой позднего маньеризма, в частности с постройками Галеаццо Алесси и другими зданиями Ле Страда Нуове.
В 1764 году, в возрасте двадцати пяти лет, отец отправил сына в Рим изучать классическую архитектуру. Там Симоне Кантони работал в мастерской Луиджи Ванвителли. В 1767 году он был принят в знаменитую Академию изящных искусств в Парме. Здесь он попал под влияние Э.-А. Петито, ответственного с 1753 года за преподавание архитектуры в Академии, который вызвал у него неизгладимое восхищение французской неоклассической архитектурой.
В 1768 году Симоне Кантони получил премию от Академии Пармы и должность руководителя строительства Палаццо Меллерио в центре Милана. Среди его многочисленных построек частные виллы — Вилла Олмо в Комо, Вилла Чигалини в Борнате, Вилла Джовия в Брешии, Вилла Галларати-Скотти в Орено, Вилла Муджаска в Мазино, Вилла Раймонди в Олмо недалеко от Комо, Палаццо Вайлетти в Бергамо.
После пожара в Герцогском дворце Генуи в 1777 году Симоне Кантони восстановил здание, заменив деревянный потолок. Он возвёл Палаццо Пертусати в Милане, используя палладианскую систему пропорционирования. Он построил Палаццо Сербеллони в Милане. Он также участвовал в проектировании церкви Сан-Микеле в Вимеркате, церкви Сант-Амброджо-э-Симпличиано в Карате-Брианца и церкви Сантиссима-Мария-Аннунциата в Понте-Ламбро.

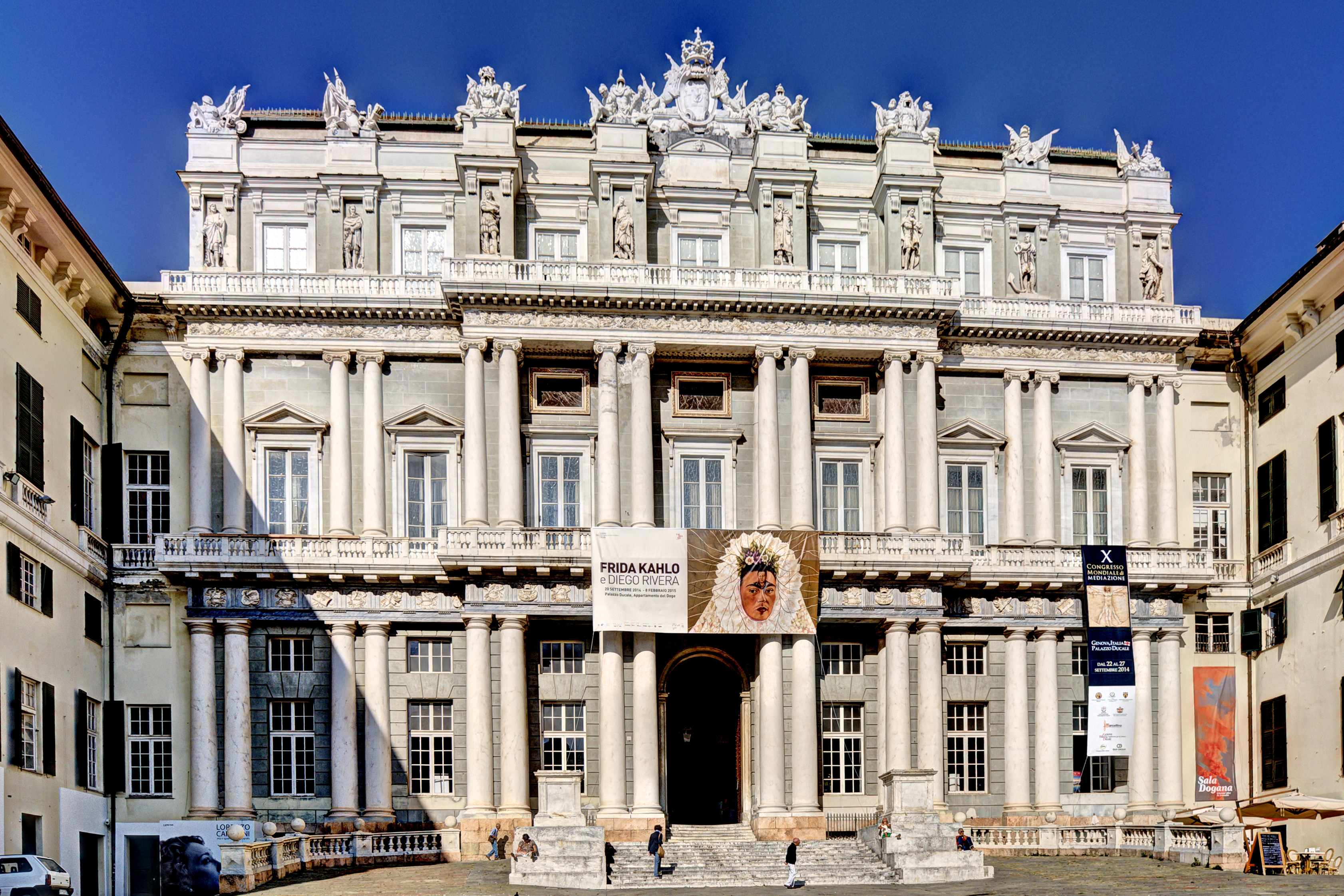
Palazzo Ducale (Герцогский дворец) в Генуе
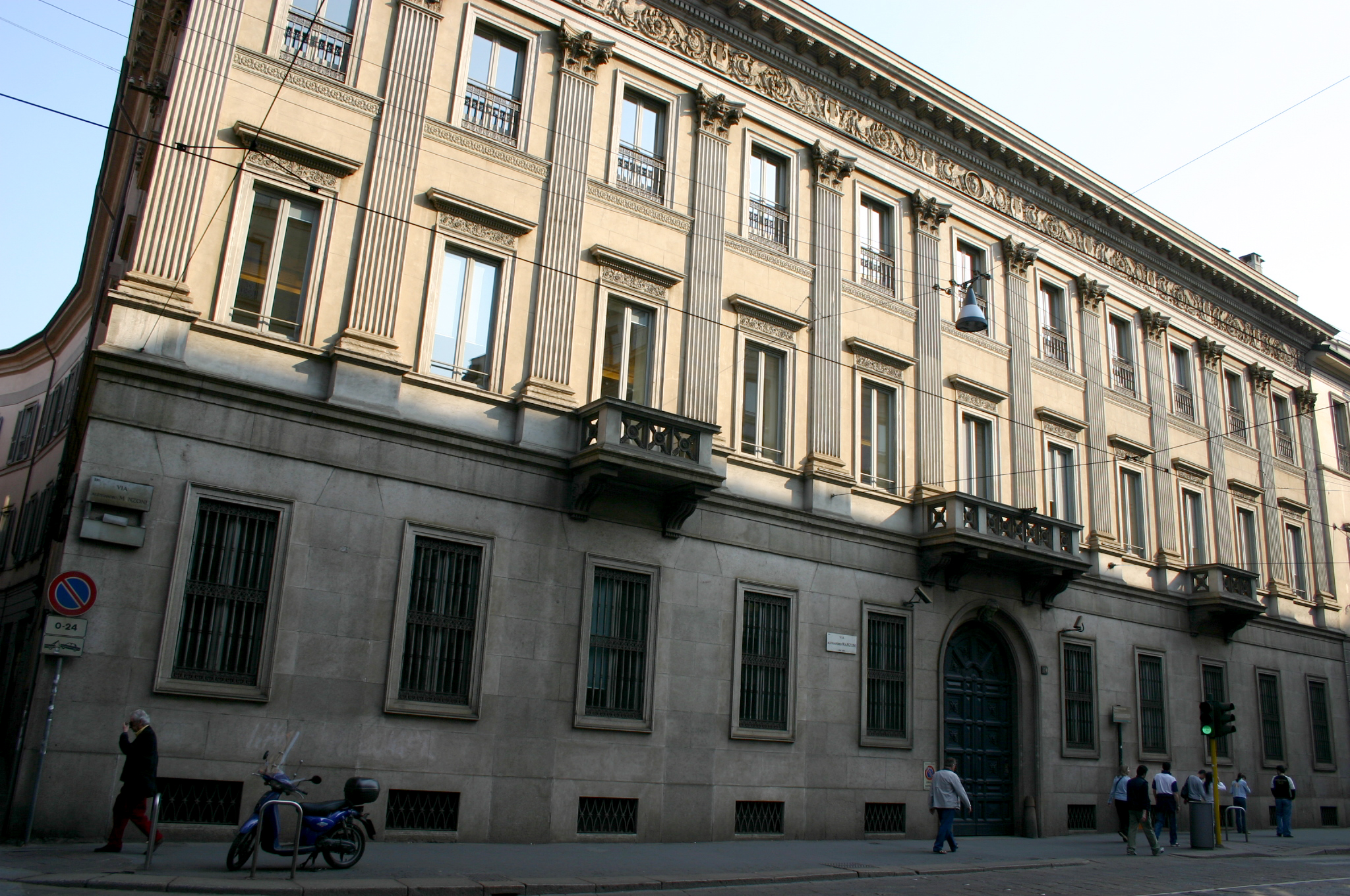
Палаццо Ангвиссола, Милан
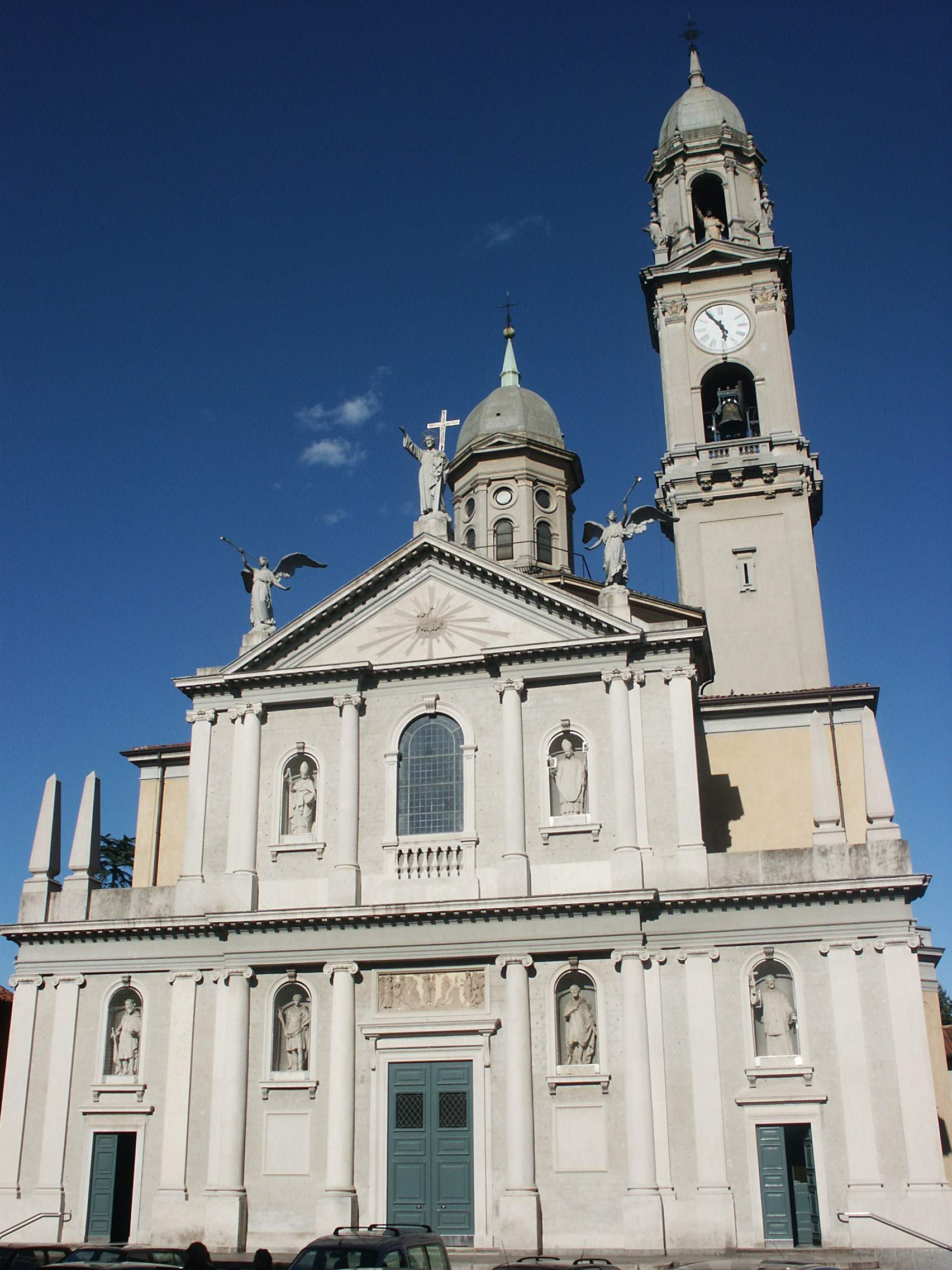
Церковь Сан-Вито. Ломаццо, Комо
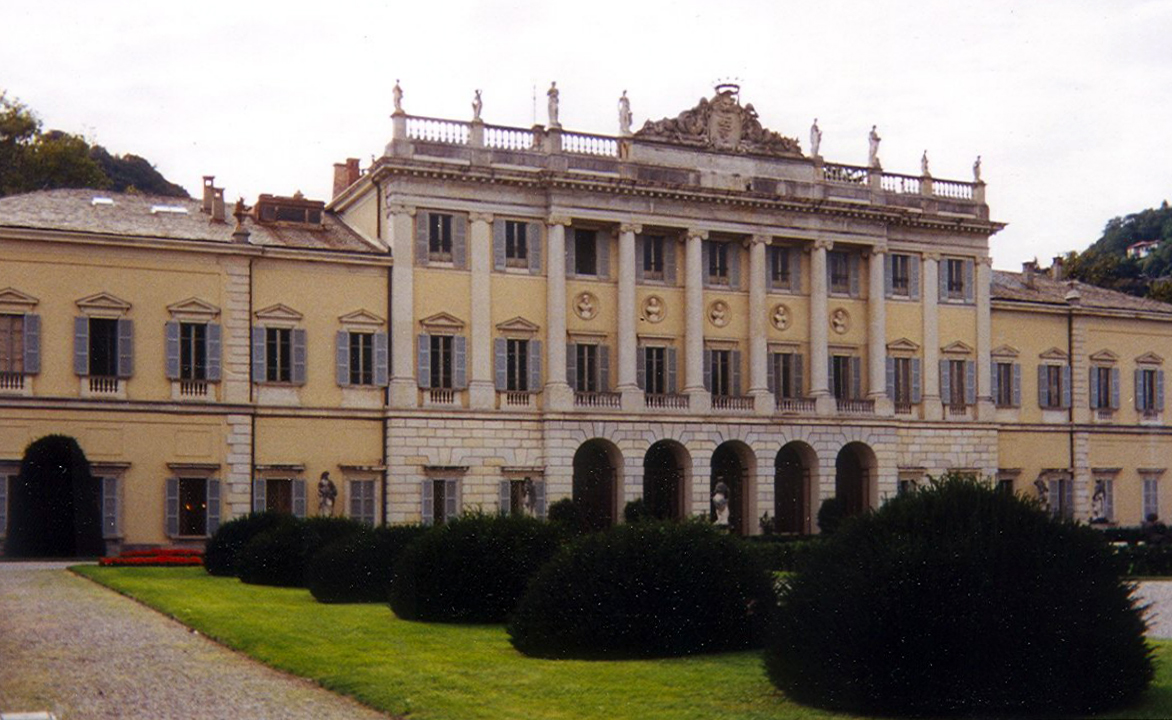
Вилла Олмо, Комо
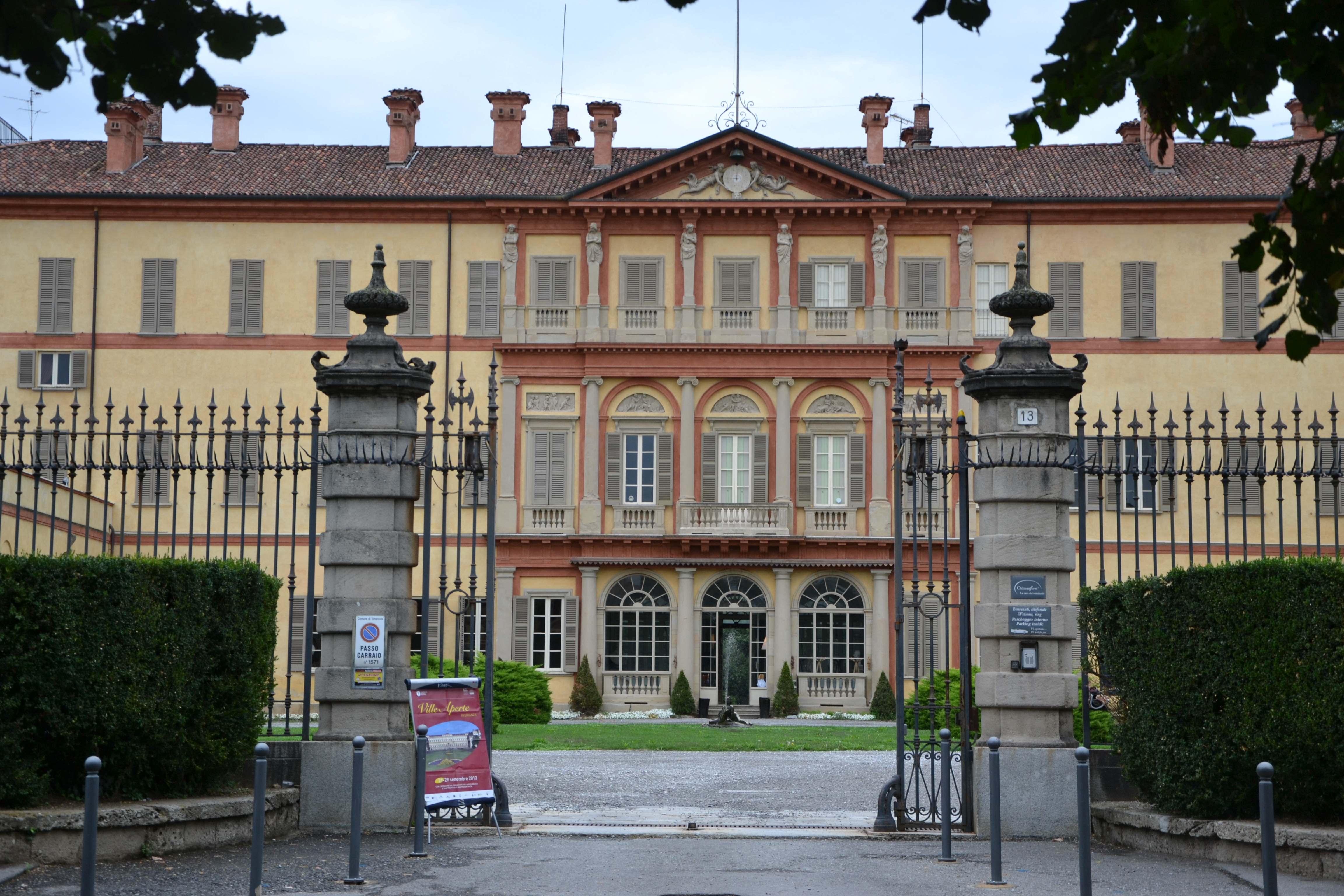
Вилла Галларати-Скотти. Вимеркате, Монца
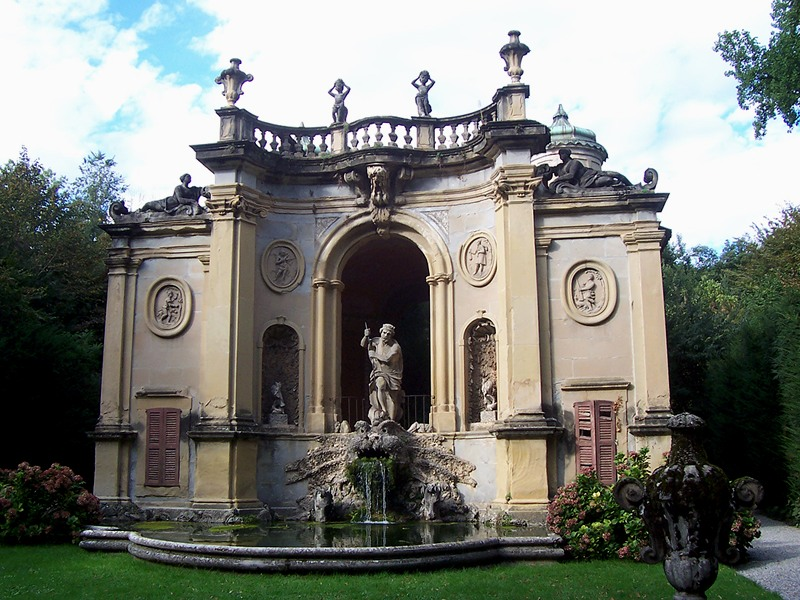
Вилла Галларати-Скотти. Нимфей
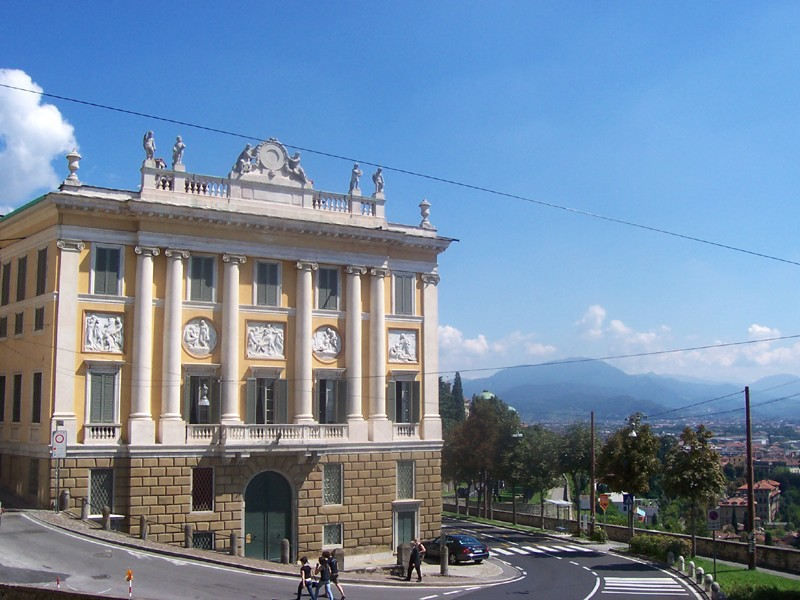
Палаццо Медолаго, Бергамо
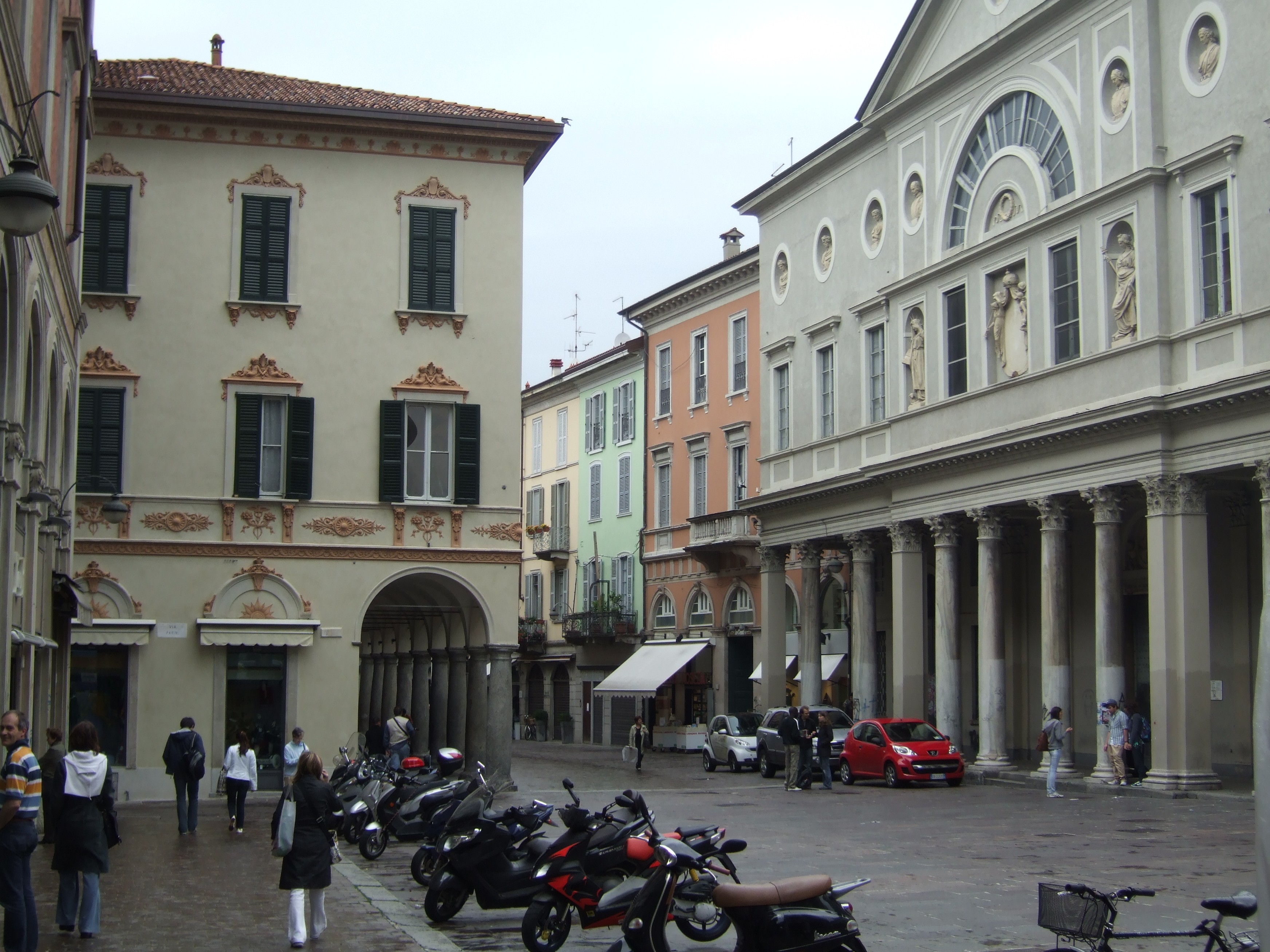
Лицей Алессандро Вольта, Комо
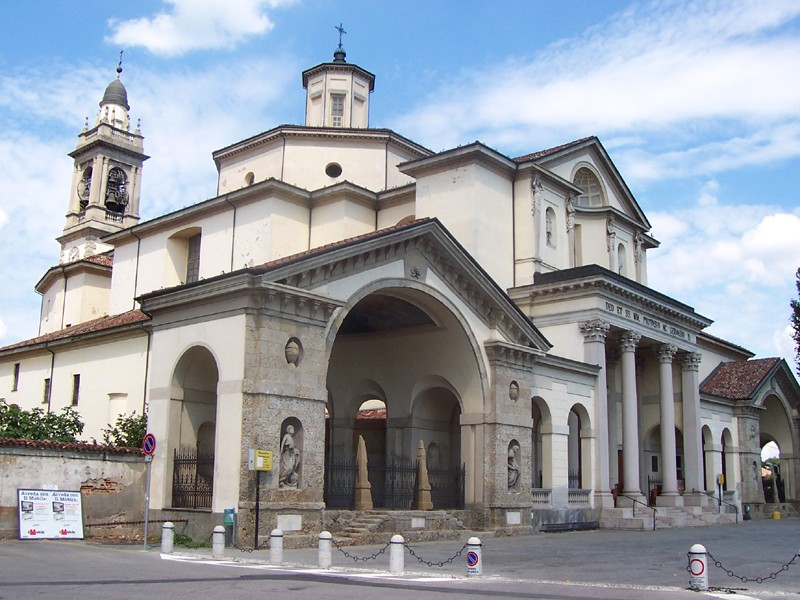
Церковь Санти-Гервазио-э-Протазио (Гервасия и Протасия). 1806. Горгондзола, Ломбардия